# Abraxas leopardina
Abraxas leopardina är en fjärilsart som beskrevs av Louis Beethoven Prout 1914. Abraxas leopardina ingår i släktet Abraxas och familjen mätare. Inga underarter finns listade i Catalogue of Life.